# Ksour (Bordj Bou Arreridj)
Ksour est une commune de la wilaya de Bordj-Bou-Arreridj en Algérie.